# 国際民主同盟
国際民主同盟（こくさいみんしゅどうめい、英語: International Democrat Union、略称：IDU）は、世界各国の保守主義政党による国際組織。1983年発足。国際民主連合または国際民主主義連合と訳されることもある。

## 概説
1978年に結成されたイギリス・ロンドンに本部を置くヨーロッパ民主同盟と、1982年に日本・東京で発足した太平洋民主同盟（本部はオーストラリア・キャンベラ）に加盟する中道右派政党が1983年6月にロンドンにおいて設立した保守政党の国際組織である。当初の本部はイギリス保守党内に置かれていた。1986年にはカリブ民主同盟も合流した。現在はドイツ連邦共和国・バイエルン州・ミュンヘンに本部がある。
国際民主同盟は保守主義という点で共通の認識を保持する政党が加盟し、政策や、組織の問題に関する見解を交換することができるフォーラムを提供している。また、国際民主同盟に加盟する諸政党は、相互に保守主義の政策を推進するために研究や政治行動を確立し、国際社会、国際政治上に一つの強い発言力として発信することを表明している。保守政党の国際組織というのはこれが初の試みであり、保守主義インターナショナル(Conservative International)とも呼ばれている。
国際民主同盟の創立宣言に署名した19名の中には、当時の西側首脳であるマーガレット・サッチャー英首相（保守党）、ジョージ・ハーバート・ウォーカー・ブッシュ米副大統領（共和党）、ジャック・シラクRPR総裁、ヘルムート・コール独首相（キリスト教民主同盟）らが含まれる。日本からは自民党を代表して田中龍夫が19名の署名者に加わっている。
著名な会員にはジョン・ハワード元オーストラリア首相やホセ・マリア・アスナール元スペイン首相がいる。
国際民主同盟には、以下のような地域ごとの組織がある。
- アフリカ民主同盟（英語版）
- ラテンアメリカ政党連合（スペイン語版、英語版）
- アジア太平洋民主同盟
- カリブ民主同盟（英語版）
- 欧州人民党
- 欧州保守改革党

他に、国際青年民主同盟、国際女性民主同盟がある。
著名な加盟政党にはアメリカ合衆国の共和党、イギリスの保守党、フランスの共和党、ドイツのキリスト教民主同盟、韓国の国民の力などがある。2019年時点で60を超える国から80を超える政党が加盟している。日本の自民党も加盟していたものの1997年に脱退し、地域団体であるアジア太平洋民主同盟に移っている。かつて自民党が加入していた関係で1989年9月の第4回党首会議(総会)と1993年4月の第24回執行委員会は東京で開催されている。

## 加盟政党
2025年2月時点の加盟政党

### 正式加盟

#### アジア・オセアニア
| 国               | 党名                       | 与党・野党 |
| ---------------- | -------------------------- | ---------- |
| アゼルバイジャン | アゼルバイジャン国民独立党 | 野党       |
| イスラエル       | リクード                   | 与党       |
| インド           | インド人民党               | 与党       |
| オーストラリア   | オーストラリア自由党       | 野党       |
| 韓国             | 国民の力                   | 野党       |
| スリランカ       | 統一国民党                 | 野党       |
| 中華民国（台湾） | 中国国民党                 | 野党       |
| ニュージーランド | ニュージーランド国民党     | 与党       |
| ネパール         | 国民民主党                 | 野党       |
| モルディブ       | モルディブ民主党           | 野党       |
| モンゴル         | 民主党                     | 野党       |
| レバノン         | ファランヘ党               | 野党       |

#### アフリカ
| 国               | 党名                   | 与党・野党 |
| ---------------- | ---------------------- | ---------- |
| ウガンダ         | 民主変革フォーラム     | 野党       |
| ガーナ           | 新愛国党               | 野党       |
| ケニア           | 民主党                 | 与党       |
| コートジボワール | コートジボワール民主党 | 野党       |
| タンザニア       | 民主進歩党             | 野党       |
| ナイジェリア     | 国民民主党             | 野党       |
| 南アフリカ共和国 | インカタ自由党         | 与党       |
| モロッコ         | イスティクラル党       | 与党       |
| リベリア         | 統一党                 | 与党       |

#### 南北アメリカ
| 国                               | 党名                 | 与党・野党 |
| -------------------------------- | -------------------- | ---------- |
| アメリカ合衆国                   | 共和党               | 与党       |
| アルゼンチン                     | 共和国提案           | 与党       |
| エクアドル                       | キリスト教社会党     | 与党       |
| エルサルバドル                   | 国民共和同盟         | 野党       |
| カナダ                           | カナダ保守党         | 野党       |
| グアテマラ                       | 連邦党               | 野党       |
| グレナダ                         | 新国民党             | 野党       |
| コスタリカ                       | キリスト教社会連合党 | 野党       |
| コロンビア                       | コロンビア保守党     | 野党       |
| セントビンセント・グレナディーン | 新民主党             | 野党       |
| セントルシア                     | 連合労働者党         | 野党       |
| タークス・カイコス諸島           | 人民民主運動         | 野党       |
| チリ                             | 独立民主連合         | 野党       |
| チリ                             | 国民改革党           | 野党       |
| ドミニカ共和国                   | 国家革新勢力         | 野党       |
| ニカラグア                       | 保守党               | 野党       |
| パラグアイ                       | コロラド党           | 与党       |
| パナマ                           | 民主的変革           | 与党       |
| ブラジル                         | ブラジル連合         | 野党       |
| ベネズエラ                       | ベネズエラ計画       | 野党       |
| ペルー                           | キリスト教人民党     | 野党       |
| ボリビア                         | 民主社会主義運動     | 野党       |
| ホンジュラス                     | 国民党               | 野党       |

#### ヨーロッパ
| 国                       | 党名                                 | 与党・野党 |
| ------------------------ | ------------------------------------ | ---------- |
| アイスランド             | 独立党                               | 野党       |
| アルバニア               | アルバニア民主党                     | 野党       |
| アルバニア               | アルバニア共和党                     | 野党       |
| イギリス                 | 保守党                               | 野党       |
| イタリア                 | フォルツァ・イタリア                 | 与党       |
| ウクライナ               | 欧州連帯                             | 野党       |
| ウクライナ               | 全ウクライナ連合「祖国」             | 野党       |
| エストニア               | 祖国党                               | 野党       |
| 欧州連合                 | 欧州人民党                           | 与党       |
| 欧州連合                 | 欧州保守改革党                       | 野党       |
| オーストリア             | オーストリア国民党                   | 与党       |
| キプロス                 | 民主運動党                           | 与党       |
| ギリシャ                 | 新民主主義党                         | 与党       |
| クロアチア               | クロアチア民主同盟                   | 与党       |
| ジョージア               | 統一国民運動                         | 野党       |
| スウェーデン             | 穏健党                               | 与党       |
| スペイン                 | 国民党                               | 野党       |
| スロベニア               | スロベニア民主党                     | 野党       |
| セルビア                 | セルビア進歩党                       | 与党       |
| チェコ                   | 市民民主党                           | 与党       |
| チェコ                   | TOP 09                               | 与党       |
| デンマーク               | 保守党                               | 野党       |
| ドイツ                   | ドイツキリスト教民主同盟             | 野党       |
| ドイツ                   | バイエルン・キリスト教社会同盟       | 野党       |
| ノルウェー               | 保守党                               | 野党       |
| ハンガリー               | フィデス＝ハンガリー市民同盟         | 与党       |
| フィンランド             | 国民連合党                           | 与党       |
| フランス                 | 共和党                               | 与党       |
| ベルギー                 | 新フラームス同盟                     | 与党       |
| ブルガリア               | ヨーロッパ発展のためのブルガリア市民 | 与党       |
| ブルガリア               | 民主勢力同盟                         | 野党       |
| ベラルーシ               | ベラルーシ人民戦線                   | 野党       |
| ベラルーシ               | ベラルーシ統一市民党                 | 野党       |
| ボスニア・ヘルツェゴビナ | 民主行動党                           | 野党       |
| ボスニア・ヘルツェゴビナ | 民主進歩党                           | 野党       |
| ボスニア・ヘルツェゴビナ | クロアチア民主同盟                   | 与党       |
| ボスニア・ヘルツェゴビナ | クロアチア民主連合1990               | 与党       |
| ポルトガル               | 民主社会中道・人民党                 | 与党       |
| モルドバ                 | 行動連帯党                           | 与党       |
| モルドバ                 | 自由民主党                           | 野党       |
| モンテネグロ             | 変革のための運動                     | 野党       |
| ラトビア                 | 国民連合                             | 野党       |
| リトアニア               | 祖国同盟                             | 野党       |
| ロシア                   | 右派活動                             | 野党       |

### 準加盟
| 国         | 党名             | 与党・野党                 |
| ---------- | ---------------- | -------------------------- |
| キューバ   | キューバ民主会議 | アメリカ亡命中の反政府組織 |
| ジョージア | 新右派党         | 野党                       |